# Simenqian
Simenqian (kinesiska: 司门前, 司门前镇) är en sockenhuvudort i Kina. Den ligger i provinsen Hunan, i den södra delen av landet, omkring 220 kilometer väster om provinshuvudstaden Changsha. Antalet invånare är 51 305. Befolkningen består av 24 339 kvinnor och 26 966 män. Barn under 15 år utgör 23,0 %, vuxna 15-64 år 67 %, och äldre över 65 år 9,0 %.
Runt Simenqian är det tätbefolkat, med 369 invånare per kvadratkilometer. Närmaste större samhälle är Yanggu'ao, 5,7 km öster om Simenqian. I omgivningarna runt Simenqian växer i huvudsak blandskog.
Genomsnittlig årsnederbörd är 1 796 millimeter. Den regnigaste månaden är juni, med i genomsnitt 269 mm nederbörd, och den torraste är december, med 62 mm nederbörd.